# 2321 Lužnice
2321 Lužnice eller 1980 DB1 är en asteroid i huvudbältet som upptäcktes den 19 februari 1980 av den tjeckiske astronomen Zdeňka Vávrová vid Kleť-observatoriet. Den är uppkallad efter floden Lainsitz i Tjeckien.
Asteroiden har en diameter på ungefär 21 kilometer.